# Hendrik Hamel

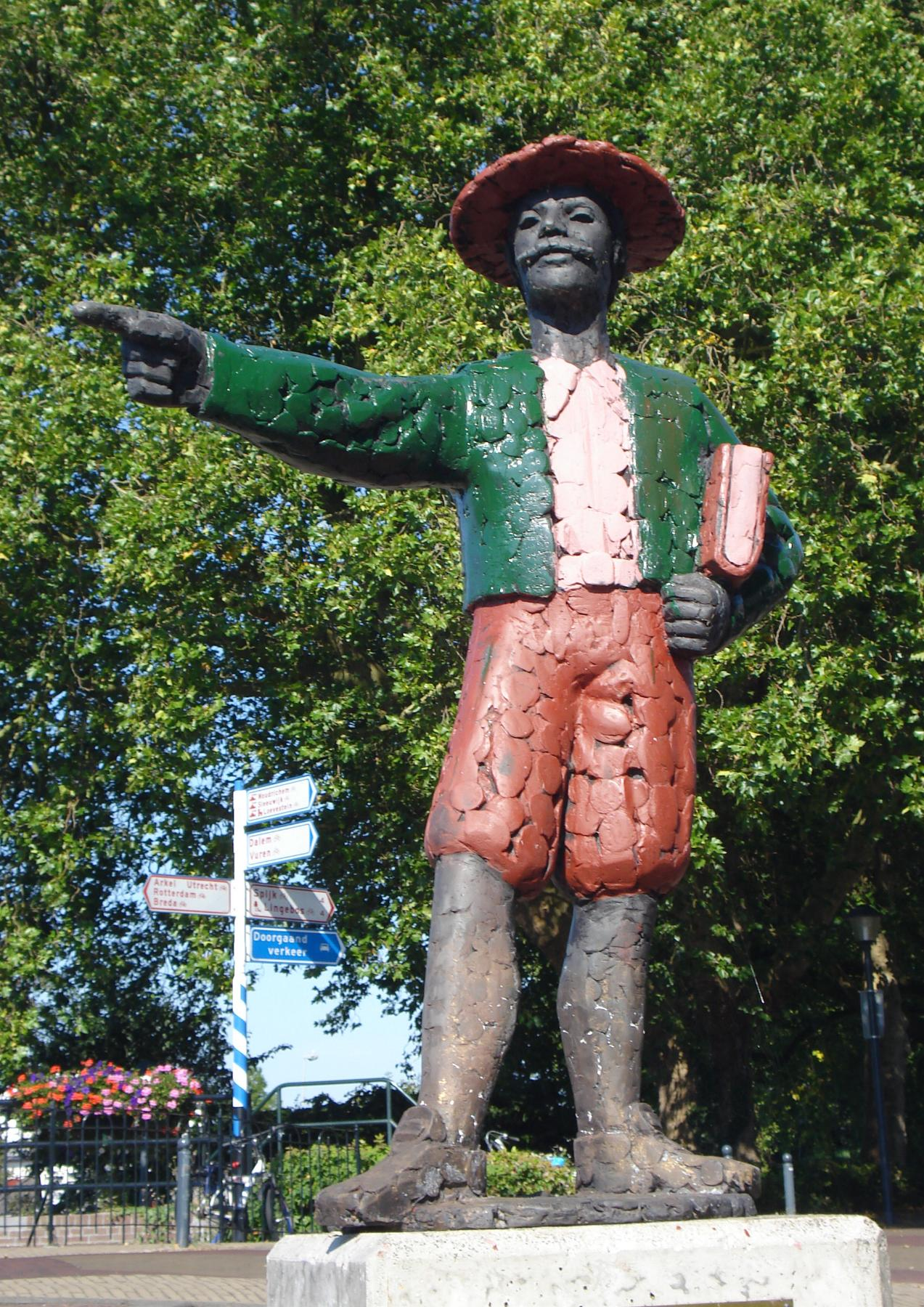
Statue von Hendrik Hamel

Hendrik Hamel (* 1630 in Gorinchem; † 12. Februar 1692 in Gorinchem) war ein niederländischer Seefahrer, der nach einem Schiffbruch als erster Europäer über das Königreich Korea der Joseon-Dynastie berichtete.

## Leben

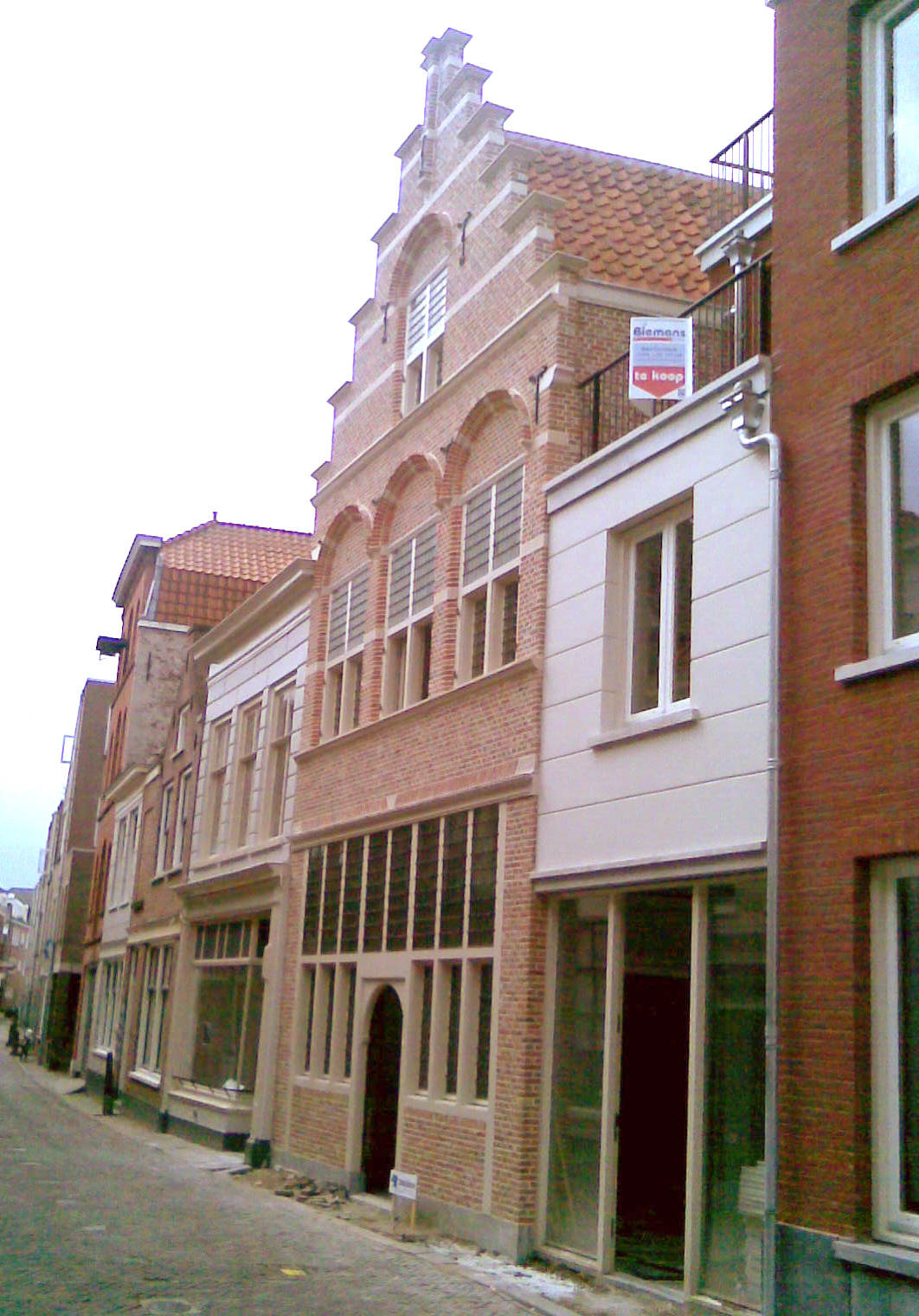
Hamelhuis

Im Jahr 1653 war Hendrik Hamel Buchhalter der Niederländischen Ostindien-Kompanie (VOC) auf dem Schiff De Sperwer (Der Sperber), das auf dem Weg nach Japan mit 64 Mann Besatzung bei der Insel Jejudo Schiffbruch erlitt. 
Die 36 Überlebenden wurden vom lokalen Gouverneur festgenommen und auf Befehl des Königs auf das Festland in die Hauptstadt Hanseong gebracht, wo sie die nächsten drei Jahre lebten. Es war ihnen verboten, das Land zu verlassen, doch wurden ihnen verschiedene Aufgaben zugewiesen, die es ihnen erlaubten, Land und Leute kennenzulernen. Ein viele Jahre zuvor ebenfalls gestrandeter Niederländer namens Jan Weltevree diente anfänglich als Dolmetscher. Nach drei Jahren in Seoul wurden die Gefangenen wegen eines Zwischenfalls auf mehrere Städte im Süden des Landes verteilt, wo sie die folgenden zehn Jahre verbrachten, bis acht von den sechzehn zuletzt Überlebenden, darunter Hamel, 1666 mit einem Boot die Flucht nach Nagasaki in Japan gelang.
In die Heimat zurückgekehrt, verfasste Hendrik Hamel einen Bericht über den Schiffbruch des Sperbers, der 1668 veröffentlicht wurde. Seine Beschreibung des Königreichs Korea wurde in ganz Europa gelesen und blieb für zwei Jahrhunderte die einzige Informationsquelle über das völlig abgeschottete Land. Nach seinem Abenteuer kehrte Hamel nach Gorinchem in Südholland zurück, wo er 1692 starb.